# Teucholabis paradoxa
Teucholabis paradoxa är en tvåvingeart som beskrevs av Alexander 1913. Teucholabis paradoxa ingår i släktet Teucholabis och familjen småharkrankar.
Artens utbredningsområde är Peru. Inga underarter finns listade i Catalogue of Life.